# Креп (страва)

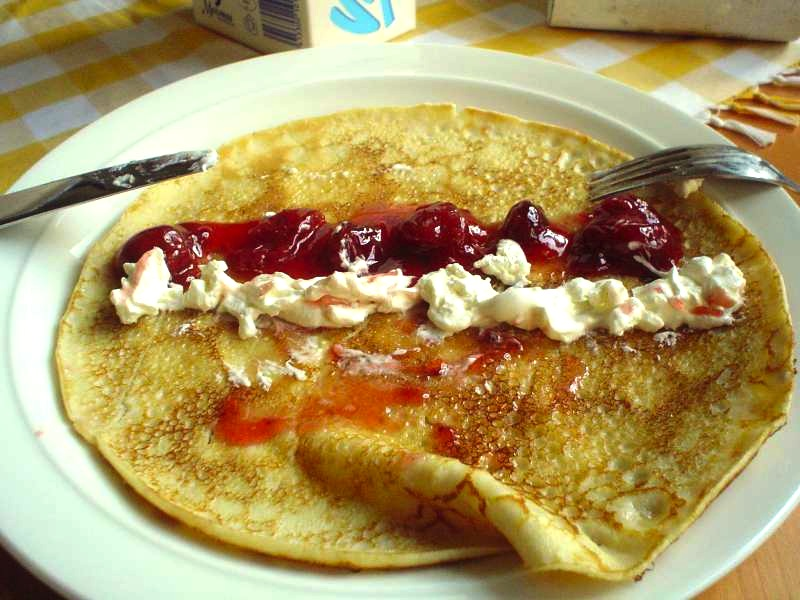
Креп на десерт

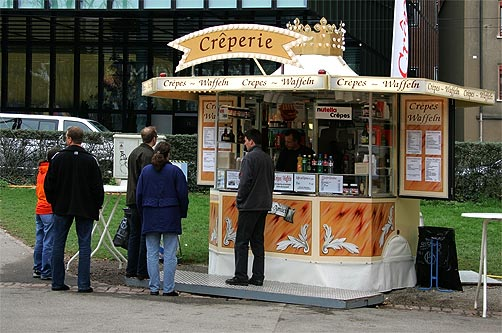
Креперія

Креп, крепи (фр. crêpe, брет. krampouezhenn, множина krampouezh/ Слово crêpe походить від лат. crispus — «горбистий», «хвилястий») — у бретонській кухні тонкі млинці круглої форми, їх готують з пшеничного борошна, молока, цукру та яєць. Крепи подібні до млинців, що використовуються в українській кухні для виготовлення налисників із солодкою начинкою.
Зазвичай, у Бретані крепи подаються на десерт із вареннями, солодкими соусами та сиропами. У Франції можливе їх приготування і для основної їжі з різними додатками. Однак інший, солоний вид тонких млинців — галети, виготовляються у Бретані вже із гречаного борошна та подаються як основна їжа із різноманітними овочевими, м'ясними, рибними начинками. Крепи із найрізноманітнішими додатками можна замовити в особливих кафе — крепері́ях (фр. crêperie).

## Див.також
- Млинці
- Оладки